# Peperomia caraboboensis
Peperomia caraboboensis är en pepparväxtart som beskrevs av Steyermark & Bunting. Peperomia caraboboensis ingår i släktet peperomior, och familjen pepparväxter. Inga underarter finns listade i Catalogue of Life.